# Scintigrafija
Scintigrafija je neinvazivna dijagnostička metoda kojom se snima raspodjela radioaktivnih tvari - radioizotopa, koji emitiraju gama-zračenje i koji se nakupljaju u pojedinim organima ili organskim sustavima tijela.

## Priprema pacijenta
Odluku o tome treba li napraviti scintigrafiju donosi liječnik specijalist. Iako je zračenje prilikom izvođenja scintigrafije minimalno, scintigrafiju trebaju izbjegavati trudnice i majke koje doje. Kao i kod svih dijagnostičkih postupaka, upute o pripremi za scintigrafiju pacijent dobiva od inženjera nuklearne medicine, liječnika i osoblja. Radioaktivna tvar obično se unosi u tijelo injektiranjem u venu (intravenozna injekcija). Osim boli prilikom primanja injekcije, scintigrafija je potpuno bezbolna pretraga. Nakon injektiranja, radioaktivna se tvar rasprostranjuje po tijelu i, zahvaljujući svom kemijskom sastavu, u nekim se organima dulje zadržava ili nakuplja.

## Izvođenje scintigrafije
Ovisno o organu koji se snima, pacijent treba pričekati od nekoliko minuta do više sati nakon što mu je injektiran radioizotop. Zatim se, dok je pacijent u ležećem položaju, provodi snimanje gama-kamerom, čija duljina opet varira u vezi s time koji se organ ispituje. Nakon obavljenog snimanja, pacijent odlazi kući. Uneseni radioizotopi slab su izvori zračenja te većinom postaju neaktivni nakon nekoliko sati do jednog dana. Najveći dio unesene radioaktivne tvari izlučuje se mokraćom, pa je bitno da pacijent pije dosta tekućine kako bi se što prije ispraznio mokraćni mjehur u kojem se nakuplja radioaktivna tvar.

## Primjena scintigrafije
Scintigrafija se može provoditi kod sumnji na bolest srčano-žilnog sustava (npr. perfuzijska scintigrafija srca, radionuklidna angiokardiografija, radionuklidna ventrikulografija), endokrinog sustava (scintigrafija štitnjače, kore ili srži nadbubrežnih žlijezda, paratireoidnih žlijezda), mokraćno-spolnog sustava (statička ili dinamička scintigrafija bubrega, ispitivanje transplantiranog bubrega), dišnog sustava (perfuzijska ili ventilacijska scintigrafija pluća), središnjeg živčanog sustava (scintigrafija mozga), koštanog sustava (scintigrafija skeleta ili koštane srži), probavnog sustava (scintigrafija jetara, slezene, hepatobilijarna scintigrafija) itd. Scintigrafija se najčešće primjenjuje u slučaju sumnje na bolest štitnjače ili kostiju. 
Scintigram kosti «prepoznaje» i najmanje promjene različitih bolesti. Takve se promjene mogu scintigrafijom uočiti znatno ranije nego bilo kojim drugim dijagnostičkim postupkom. Kako se kosti cijeloga tijela mogu jednostavno pregledati jednim jedinim scintigramom, scintigrafija kosti često se radi prije ili nakon operacije dojke. Kod muškaraca je to češće kod bolesti prostate, pluća itd.
Koliko je velika korist od takvih ispitivanja pokazuje podatak da se scintigrafija vrlo često koristi i u male djece, čak i u novorođenčadi.

## Scintigrafija štitnjače
Scintigrafija štitnjače obično se izvodi uz intravenoznu primjenu 99m tehnecij- pertehnetata, kojom se prikazuju veličina, izgled i položaj štitnjače te funkcionalno stanje čvorova štitnjače. Njome se mogu dijagnosticirati hipotireoza i hipertireoza, ali ne i upala štitnjače. Osobito je važna detekcija funkcionalnih («toplih» ili «vrućih) te nefunkcionalnih («hladnih») čvorova. «Topli» čvorovi ukazuju na tkivo pojačane aktivnosti (npr. toksični adenom štitnjače), dok se «hladnim» čvorovima uglavnom prezentiraju tumori štitnjače (više od 90% «hladnih» čvorova srećom je dobroćudno). Bitno je zapamtiti da se scintigrafijom mogu otkriti tumori štitnjače, ali se ne mogu razlikovati dobroćudni od zloćudnih tumora.

## Scintigrafija kostiju
Scintigrafija kostiju vrlo je osjetljiva, ali nespecifična metoda otkrivanja bolesti kostiju, koja se najčešće izvodi uporabom 99m tehnecij MDP ili HDP. Obično je potrebno oko 2 sata da se radioaktivna tvar nakupi u kostima te oko 30 minuta da se obavi snimanje (ponekad i dulje, 2-4 sata). Iako je snimanje dugotrajno, bitno je ostati miran, kako bi tehnička izvedba snimaka bila što bolja. Scintigrafija kostiju koristi se za otkrivanje artritisa, osteoporoze, aseptičke nekroze kosti, osteomijelitisa, Pagetove bolesti te za otkrivanje primarnih i sekundarnih tumora (tumori koji metastaziraju u kosti, kao što su karcinom dojke, prostate ili štitnjače). Osim scintigrafije pojedinih kostiju, može se provesti i scintigrafija skeleta (segmentalna ili potpuna - «whole body») te scintigrafija koštane srži.

## Štetnost
Unesena radioaktivna tekućina rasprostranjuje se po cijelom organizmu i ne izaziva alergijske reakcije. Uspoređujući s drugim dijagnostičkim pretragama kod kojih se koristi ionizantno zračenje, nuklearna medicina, odnosno scintigrafija u pravilu manje ozrači bolesnika, ponekad manje i od «obične» rendgenske snimke pluća. Nema nikakvog razloga za strah od scintigrafije, no kao što je to i kod drugih dijagnostičkih ispitivanja, i scintigrafiju treba indicirati samo onda kada je to medicinski opravdano jer svako ozračenje bolesnika, pa bilo ono i vrlo maleno, treba izbjegavati kada nije potrebno.